# Predator's Gold
Predator's Gold là tiểu thuyết kỳ ảo của nhà văn người Anh Philip Reeve.

## Tóm lược

### Cốt truyện
Tom và Hester gặp nhà thám hiểm và tác giả Nimrod Pennyroyal trên chiếc Airhaven, người đã thuyết phục họ đưa anh ta làm hành khách. Họ sớm bị truy đuổi bởi khí cầu của Bão xanh, một nhóm chia rẽ cuồng tín của Liên đoàn chống lực kéo, họ muốn Jenny Haniver vì họ tin rằng nó đã bị đánh cắp từ thủ lĩnh và người bạn quá cố của họ cho Tom và Hester, Anna Fang.

### Nhân vật chính
- Tom Natsworthy
- Hester Shaw